# Castamay
Castamay es una localidad del estado mexicano de Campeche. Es parte del municipio de Campeche.

## Demografía
| Gráfica de evolución demográfica |
|                                  |

| Censo | Población |
| ----- | --------- |
| 1930  | 142       |
| 1940  | 108       |
| 1950  | 174       |
| 1960  | 398       |
| 1970  | 494       |
| 1980  | 652       |
| 1990  | 896       |
| 2000  | 938       |
| 2010  | 1101      |
| 2020  | 1 266     |